# Czető Ádám
Czető Ádám (Budapest, 1995. január 25. –) magyar színész, énekes, szinkronszínész. 
Czető Roland és Zsanett szinkronszínészek öccse.

## Munkássága

### Filmográfia

#### Filmek
| Év   | Cím                         | Szereplő        | Színész           |
| ---- | --------------------------- | --------------- | ----------------- |
| 2000 | Thomas és a bűvös vasút     | Thomas          | Eddie Glen        |
| 2001 | Chihiro Szellemországban    | baba            | Ryunosuke Kamiki  |
| 2005 | Batman: Kezdődik!           | kis fiú         | Jack Gleeson      |
| 2006 | Vadkaland                   | Fiatal Sámson   | Dominic Scott Kay |
| 2006 | Túl a sövényen              | Tüske           | Madison Davenport |
| 2006 | Táncoló talpak              | Fiatal Topi     | Elizabeth Daily   |
| 2009 | Arthur: Maltazár bosszúja   | Arthur          | Freddie Highmore  |
| 2010 | Arthur 3. – A világok harca | Arthur          | Freddie Highmore  |
| 2013 | A Murphy átok               | Brett O'Leary   | Jack Griffo       |
| 2017 | Közöttünk az űr             | Gardner Elliot  | Asa Butterfield   |
| 2021 | Encanto                     | Camilo Madrigal | Rhenzy Feliz      |

#### Sorozatok
| Év        | Cím                                       | Szereplő                | Színész                                         |
| --------- | ----------------------------------------- | ----------------------- | ----------------------------------------------- |
| 1996      | Conan, a detektív                         | Conan                   |                                                 |
| 1997      | Caillou (korábbi évadok)                  | Caillou                 |                                                 |
| 2006      | A komisz aranyhal                         | Elwood                  |                                                 |
| 2006      | Csudalények – Minimentők                  | Tuck                    |                                                 |
| 2009      | Gormiti                                   | Nick Tripp              | ?                                               |
| 2011      | A Lyoko Kód (1-2. évadok)                 | Jérémie Belpois         | Raphaëlle Lubansu (francia) Sharon Mann (angol) |
| 2014-2018 | A Thunderman család                       | Max                     | Jack Griffo                                     |
| 2012      | Harcra fel!                               | Jack                    | Leo Howard                                      |
| 2013      | A Mancs őrjárat                           | Zuma                    |                                                 |
| 2007-2012 | iCarly                                    | Freddie Benson          | Nathan Kress                                    |
| 2013      | The Avatars                               | Bo (2. évad)            | Malcolm Xavier                                  |
| 2014      | Riley a nagyvilágban                      | Lucas Friar (1–2. évad) | Peyton Meyer                                    |
| 2015      | K.C., a tinikém                           | Ernie Cooper            | Kamil McFadden                                  |
| 2015      | A szultána                                | I. Musztafa szultán     | Boran Kuzum                                     |
| 2016      | Kirby Buckets kalandjai                   | Chip Scrunch Face       | Alex Calloway Josh Faure-Brac                   |
| 2017      | 11                                        | Felipe Aragón           | Julián Cerati                                   |
| 2017      | Doktor Murphy                             | Dr. Shaun Murphy        | Freddie Highmore                                |
| 2019      | Noob csapat                               | Pablo Botero            | Kevin Bury                                      |
| 2020      | Ártatlanok                                | Naci fiatalon           |                                                 |
| 2021      | Star Wars: Látomások                      | Karre                   | Junya Enoki (japán) Neil Patrick Harris (angol) |
| 2021      | Testvérek                                 | Oğulcan Eren            | Turan Cihan Şimşek                              |
| 2023      | Thomas, a gőzmozdony: Kismozdony kalandok | Bruno                   | Chuck Smith                                     |
| 2023      | Petronix Védők - Akcióra fel!             | Tim                     | Kimberley Anne Campbell                         |
| 2024      | Töréspont                                 | Hugo Jornet Santapau    | Álex Medina                                     |